# Municipio Santa Cruz
Das Municipio Santa Cruz ist ein Verwaltungsbezirk im Departamento Santa Cruz im südamerikanischen Anden-Staat Bolivien.

## Lage im Nahraum
Das Municipio Santa Cruz ist eines von fünf Municipios in der Provinz Andrés Ibáñez. Es grenzt im Norden an die Provinz Ignacio Warnes, im Nordwesten an die Provinz Sara, im Westen an das Municipio Porongo, im Südwesten an das Municipio La Guardia, im Süden an die Provinz Cordillera und im Westen an das Municipio Cotoca und an die Provinz Chiquitos. Der zentrale Ort ist Santa Cruz im westlichen Teil des Municipios mit 1.441.406 Einwohnern (Volkszählung 2012).

## Geographie
Das Municipio Santa Cruz liegt östlich der Cordillera Oriental am Rande des bolivianischen Tieflandes zwischen dem Río Piraí im Westen und dem Río Grande im Osten. Die Region weist ein semihumides, schwülfeuchtes Tropenklima auf mit geringen Tages- und Nachtschwankungen der Temperaturen.
Der jährliche Niederschlag in der Region liegt bei etwa 1000 mm, die Jahresdurchschnittstemperatur beträgt 24 °C (siehe Klimadiagramm). Einer kurzen Trockenzeit von Juli bis August mit Monatsniederschlägen von nur 30 bis 40 mm steht eine ausgedehnte Feuchtezeit gegenüber, in der von Dezember bis Februar die Monatswerte zwischen 135 und 160 mm liegen. Die monatlichen Durchschnittstemperaturen schwanken zwischen 20 °C im Juni und Juli und 26 °C von Oktober bis Dezember.

## Bevölkerung
Die Einwohnerzahl des Municipios ist zwischen 1992 und 2024 auf mehr als das Doppelte angestiegen:
| Jahr | Einwohner | Quelle       |
| ---- | --------- | ------------ |
| 1992 | 709.584   | Volkszählung |
| 2001 | 1.131.778 | Volkszählung |
| 2012 | 1.453.549 | Volkszählung |
| 2024 | 1.606.671 | Volkszählung |

Die Bevölkerungsdichte des Municipios bei der letzten Volkszählung von 2024 betrug 1201,7 Einwohner/km², die Lebenserwartung der Neugeborenen lag im Jahr 2001 bei 68,8 Jahren. Der Alphabetisierungsgrad bei den über 15-Jährigen betrug 96,1 Prozent im Jahr 2001.
Aufgrund der historisch bedingten Zuwanderung von Agrarbevölkerung in der zweiten Hälfte des 20. Jahrhunderts weist die Region einen gewissen Anteil an indigener Bevölkerung auf: Im Municipio Santa Cruz sprechen 12 Prozent der Einwohner Quechua.

## Politik
Ergebnis der Regionalwahlen (concejales del municipio) vom 4. April 2010:
| Wahl- berechtigte |  | Wahl- beteiligung | gültige Stimmen |  | SPT     | MAS-IPSP-ASIP | UCS    | TODOS  | FA     |
| ----------------- |  | ----------------- | --------------- |  | ------- | ------------- | ------ | ------ | ------ |
| 747.665           |  | 639.812           | 544.642         |  | 295.529 | 170.640       | 36.643 | 28.631 | 13.199 |
|                   |  | 85,6 %            | 85,1 %          |  | 54,3 %  | 31,3 %        | 6,7 %  | 5,3 %  | 2,4 %  |

Ergebnis der Regionalwahlen (elecciones de autoridades políticas) vom 7. März 2021:
| Wahl- berechtigte |  | Wahl- beteiligung | gültige Stimmen |  | CREEMOS | MAS-IPSP | UNIDOS | ASIP   | SOL    | MNR    |
| ----------------- |  | ----------------- | --------------- |  | ------- | -------- | ------ | ------ | ------ | ------ |
| 1.085.876         |  | 930.684           | 891.232         |  | 563.956 | 285.646  | 24.618 | 8.052  | 6.441  | 2.519  |
|                   |  | 85,71 %           | 95,76 %         |  | 63,28 % | 32,05 %  | 2,76 % | 0,90 % | 0,72 % | 0,28 % |

## Gliederung
Das Municipio untergliederte sich bei der letzten Volkszählung von 2012 in die folgenden vier Kantone (cantones):
- 07-0101-01 Kanton Santa Cruz de la Sierra – 24 Ortschaften – 1.448.084 Einwohner
- 07-0101-02 Kanton Palmar del Oratorio – 3 Ortschaften – 1.047 Einwohner
- 07-0101-03 Kanton Montero Hoyos – 1 Ortschaft – 33 Einwohner
- 07-0101-04 Kanton Paurito – 7 Ortschaften – 4.385 Einwohner

## Ortschaften im Municipio Santa Cruz
- Kanton Santa Cruz
  - Santa Cruz de la Sierra 1.441.406 Einw. – Santa Rita 1945 Einw. – Montero Hoyos 1848 Einw. – Villa Flor 1024 Einw.

- Kanton Palmar del Oratorio
  - Zafranilla 667 Einw.

- Kanton Montero Hoyos

- Kanton Paurito
  - Paurito 1556 Einw. – Las Peñas 1500 Einw.